# Travis Conlan
Travis Conlan, né le 18 décembre 1975, à Saint Clair Shores, au Michigan, est un ancien joueur américain de basket-ball. Il évolue au poste de meneur.

## Palmarès
- Champion d'Angleterre 2000
- Champion ABA 2000 2001
- Champion de Belgique 2005